# Richard Carstensen
Richard Diedrich Johannes Carstensen (* 11. November 1906 in Apenrade; † 30. Dezember 1992 in Lübeck) war ein deutscher Pädagoge und Autor.

## Leben
Carstensen studierte romanische Philologie und wurde 1936 an der Universität Tübingen zum Dr. phil. promoviert. Anschließend war er als Pädagoge und zuletzt Oberstudienrat in Lübeck tätig.
Daneben verfasste er als Autor zahlreiche Bücher und Aufsätze. Seine zahlreichen Veröffentlichungen decken ein breites Interessengebiet historischen und biographischen Inhalts ab. Hinzu kamen literaturgeschichtliche Beiträge, aber auch eigene Romane, Jugendbücher und Anekdotensammlungen.
Seit 1926 war er Mitglied der Studentenverbindung Landsmannschaft Ghibellinia Tübingen.

## Schriften
- Die Interjektionen im Romanischen. Bochum-Langendreer 1936. (zugl. Tübingen, Phil. Diss.)
- Emanuel Geibel. Geboren und gestorben in Lübeck. Ernstes und Heiteres aus seinem Leben und Schaffen. Geibel-Gesellschaft, Lübeck 1940.
- Der Einfluß der französischen Kulturpropaganda auf das Geistesleben Dänemarks. Nibelungen-Verlag, Berlin u. a. 1941.
- Thomas Mann sehr menschlich. 4., überarb. Auflage. Graphische Werkstätten, Lübeck 1999, ISBN 3-925402-45-4.
- Die Abenteuer des Kapitäns Schümenn. Lübische Seeleute in der Gewalt algerischer Piraten. In: Damals. Zeitschrift für geschichtliches Wissen. (12) 1972, S. 1103–1119, Gießen
- Bergen – Entwicklungsbild einer norwegischen Hafenstadt, besonders im Hinblick auf Bergens Beziehungen zur Hanse (= Mitteilungen der Geographischen Gesellschaft zu Lübeck. Heft 53). Geographische Gesellschaft in Lübeck, Lübeck 1973, OCLC 614155876.
- Adrienne Lecouvreur. Die tragische Liebe einer Schauspielerin zu Moritz von Sachsen. In: Damals. Zeitschrift für geschichtliches Wissen. (9) 1974, S. 841–846, Gießen
- Marktbrunnen und Siegesbrunnen. In: Der Wagen. Herausgegeben im Auftrage der Gesellschaft zur Beförderung gemeinnütziger Tätigkeit. Hansisches Verlagskontor, Lübeck 1982
- Brockhaus, Paul. In: Lübecker Lebensläufe. Neumünster 1993, ISBN 3-529-02729-4, S. 59–61.
- Das große Sagenbuch. Die schönsten Götter-, Helden-, und Rittersagen, gesammelt und neu erzählt von Johannes Carstensen. Zürich 1992, ISBN 978 3 257 22875 5.
- Griechische Sagen. (= dtv junior. 70314). München 1998.